# 劉勳 (嘉靖舉人)
劉勳（15世紀—16世紀），字建伯，號北華，湖廣承天府潛江縣人，明朝政治人物。

## 生平
劉勳年少有異才與品德，是嘉靖七年（1528年）的舉人，八年（1529年）中會試副榜，授裕州學正，曾分校四川和山西鄉試，擢任國子監學錄，調官刑部主事，因父母年老請求終養，同僚賦詩表揚他，當中有「人歸薄海聞」的句子。服闋後他補任工部員外郎司節慎庫，二十四年（1545年）以工部郎中督修琉璃河橋，再改河東等處都轉鹽運使司運同，三任均以清慎端正聞名，晚年辭官在復真書院講學，七十歲才去世，入祀河東名宦祠，萬曆二年（1574年）入祀鄉賢祠。

## 家族
祖父劉敘和；父親劉巨秀；妻子金氏（累封宜人）、王氏（累贈宜人），兒子劉垓，隆慶五年進士、劉埏，贈資政大夫閩廣都察院右副都御史、刑部尚書；孫劉若金，天啟五年進士。

## 引用
1. 1 2  光緒《潛江縣志·卷十五·人物志》：劉勳，字建伯，號北華，少負異才，內行純備，世廟中士大夫崇尚正學海內稱同志者必曰北華先生，嘉靖戊子以春秋舉于鄉，己丑乙南宮，授裕州學正，分校四川山西鄉試，擢國子監學錄，遷刑部主事以親老疏乞終養，同列賦詩榮其行，有「人歸薄海聞」之句。服除補工部員外郎，司節慎庫，督修琉璃河橋，出納鉅萬無所染，遷河東運司却商人賂，三厯財賄之地並以清端聞，拂衣蕭然飯，糲衣垢耄修不倦，可謂不負所學矣，晚歸安成講學復真書院，年七十卒，嘉靖中祀河東名宦，萬厯二年祀鄉賢。子垓進士，仕至提學僉事，埏太學生；孫若金進士，仕至刑部尚書，俱以風節著。
2. ↑  《明世宗肅皇帝實錄·卷三百四》：（嘉靖二十四年十月壬子）鑄總視工程關防給工部尚書甘為霖，管理工程關防給工部郎中劉勳，時琉璃河工興……
3. ↑  龚延明主编 (编). . 宁波: 宁波出版社. 2016. ISBN 978-7-5526-2320-8. 《天一閣藏明代科舉錄選刊.登科錄》之《隆慶五年辛未科登科錄》
4. ↑  光緒《潛江縣志·卷十四·選舉志下》：劉埏 劉若金父 誥贈資政大夫閩廣都察院右副都御史、刑部尚書